# Mayaca longipes
Mayaca longipes är en gräsväxtart som beskrevs av Carl Friedrich Philipp von Martius och Moritz August Seubert. Mayaca longipes ingår i släktet Mayaca och familjen Mayacaceae. Inga underarter finns listade i Catalogue of Life.